# Comfort 34
Comfort 34, eller Sweden Yachts C34, är en segelbåt som konstruerades av Kenneth Albinsson 1974. Båten konstruerade ursprungligen som en så kallad 3/4-tonnare, och det första exemplaret kappseglades på elitnivå som sådan. Enligt uppgift skall båten ha vunnit världsmästerskapen för 3/4-tonnare 1974 [källa behövs].
Som familjebåt byggdes den ursprungligen av Comfortbåtar i Arvika och ingick i den övriga serien av Comfortbåtar: Comfort 26, Comfort 30 och Comfort 32. År 1978 togs tillverkningen över av Sweden Boats i Stenungsund, vilket företag senare bytte namn till Sweden Yachts.
Båten har tillverkats i åtminstone tre olika inredningsvarianter: den ursprungliga tillverkad i Arvika, "Cruising" med u-formad soffa på babords sida och längsgående pentry pentry på styrbords sida, och "Cruising/Racing" med L-format pentry och L-formad soffa på babords sida och rak soffa på styrbords sida. Vikten var något lättare på Cruising/Racing modellen och ännu lägre på båtar utan teakdäck. Många "Cruising"-modeller utrustades redan från början med varmvattenberedare under U-soffan eftersom de annars fick lätt slagsida åt styrbord på grund av pentryt på styrbordssidan.
Båten är en traditionell 1970-tals IOR-konstruktion med masten mitt i båten, kort storbom och stort försegel. Bredden ligger på mitten med smala ändskepp.
För sin tid är båten mycket rymlig och tillhör de absolut rymligaste båtarna i sin storleksklass, fullt jämförbar med moderna 37-fotare.